# Моховое (озеро, Миасский городской округ)
Моховое — озеро в Челябинской области, в окрестностях города Миасса. Находится северо-восточнее озера Инышко, северо-западнее Мохового болота. Озеро находится к северу от озера Тургояк и окружено заболоченными сосновыми и берёзово-сосновыми лесами. На северном берегу Мохового располагается тростниково-осоковое болото. Образует одноимённый болотный массив площадью около двух км², который исследовательницы-биологи Ольга Ерохина и Татьяна Ивченко считают уникальным по сохранности.